# Jardines Botánicos Diamond

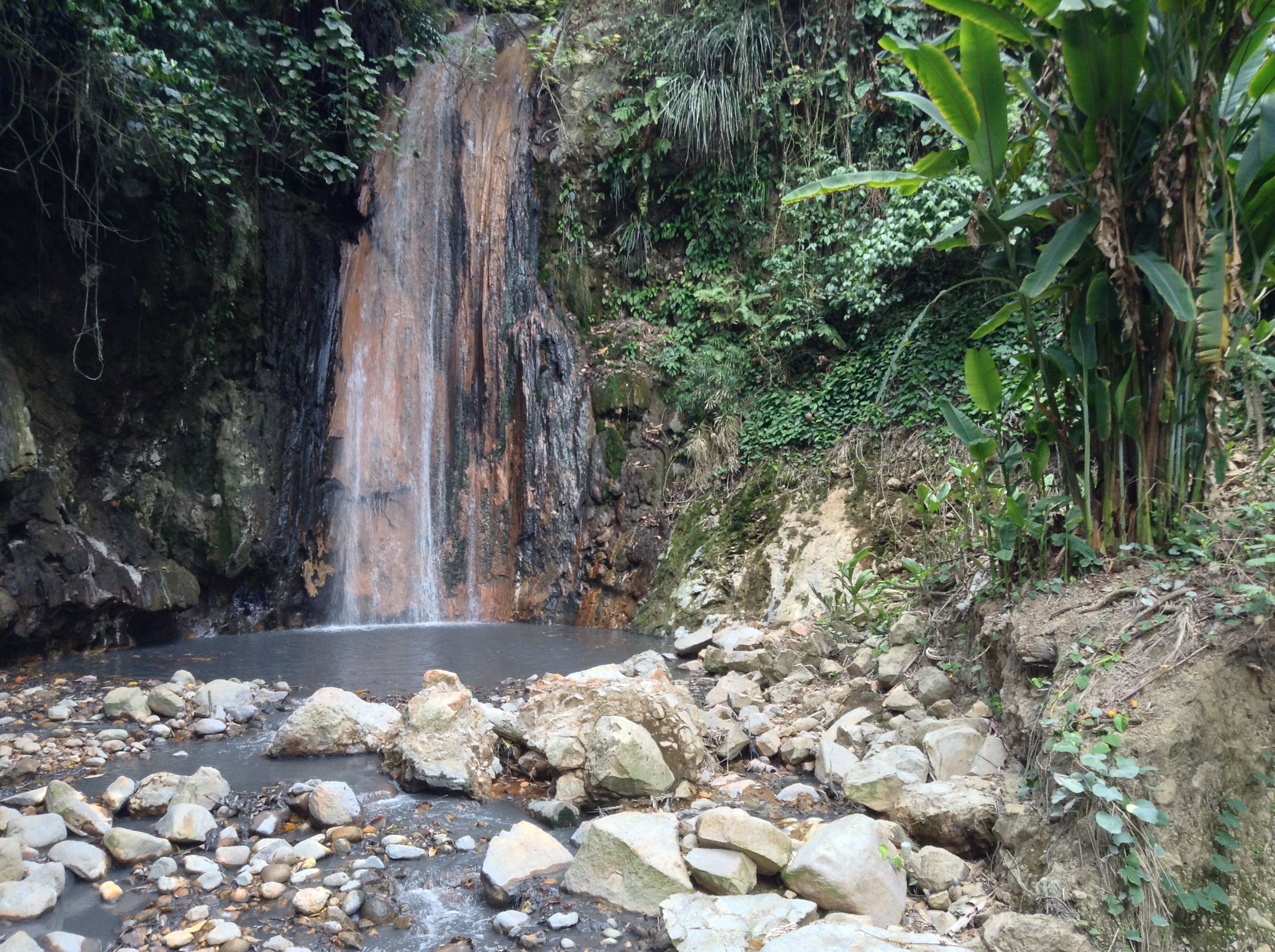
Las cascadas del Jardín Botánico de Santa Lucía

Los Jardines Botánicos Diamond (en inglés: Diamond Botanical Gardens) se ubican en Soufriere, una ciudad al oeste de la Isla de Santa Lucía, en el Mar Caribe. Cuentan con una superficie de 8.093,71 km², fueron un obsequio del Rey Luis XIV de Francia a los hermanos Devaux de Normandía en el año de 1713. Los jardines eran frecuentados por Josefina, la esposa de Napoleón Bonaparte durante su juventud y en su interior se ubica una caída de agua y algunos baños minerales sulfurosos emanados del volcán Qualibou.

## Enlaces relacionados
- Botánica
- Geografía de Santa Lucía